# Songyuan Lu
Songyuan Lu (chiń. 宋园路站) – stacja początkowa metra w Szanghaju, na linii 10. Zlokalizowana jest pomiędzy stacjami Hongqiao Lu i Yili Lu. Została otwarta 10 kwietnia 2010.